# Molycorp

Wereldwijde productie 1950-2000

Molycorp Inc. was een Amerikaans mijnbouwbedrijf met het hoofdkantoor in Greenwood Village, Colorado. Het bedrijf is opgericht medio 2010 toen de moedermaatschappij Molycorp Minerals 28.125.000 aandelen op de New York Stock Exchange (NYSE) introduceerde voor een bedrag van 394 miljoen dollar. Het was de eigenaar van de Mountain Pass zeldzame-aardmetalenmijn in Californië. In 2011 werd de productie in deze mijn herstart. In 2015 vroeg het bedrijf uitstel van betaling aan.
Na een financiële herstructurering in 2016 gaat een deel van het bedrijf verder onder de naam Neo Performance Materials. Medio 2017 is de Mountain Pass mijn in handen gekomen van MP Mine Operations LLC, een bedrijf met Amerikaanse investeerders waarin ook het Chinese bedrijf Leshan Shenghe Rare Earth Co. een klein aandelenbelang heeft. Een beursnotering van MP Mine Operations LLC werd aangevraagd en onder de nieuwe naam MP Materials Corp. werden de aandelen in november 2020 aan de NYSE genoteerd.

## Geschiedenis
In 1949 werd in het bastnäsiet voorkomen op de grens van Californië en Nevada zeldzame aardmetalen in winbare hoeveelheden gevonden. In 1950 kreeg het Amerikaanse bedrijf Molybdenum Corporation of America een mijnbouwlicentie en twee jaar later startte de productie. De eerste metalen werden in 1954 geleverd aan de overheid want een commerciële markt was nog niet ontwikkeld. Pas in 1965, met de introductie van de kleurentelevisie, kwam de vraag naar Europium tot ontwikkeling. In 1966 lag de productie van aardmetalen op ruim 10.000 ton per jaar.
In 1974 veranderde Molybdenum Corporation of America de naam in Molycorp. In 1977 werd het bedrijf opgekocht door Union Oil of California. Met deze financieel sterke moedermaatschappij werd de capaciteit uitgebreid. Een nieuwe fabriek voor de winning van zwaardere aardmetalen werd gebouwd. In 1990 kwam 40% van de wereldwijde productie van zeldzame aardmetalen uit de Mountain Pass mijn. Vanwege milieuproblemen werd de mijn in 1998 gesloten. De fabrieken konden nog verdergaan op de aanwezige ertsvoorraden, maar in 2002 werden deze ook gesloten.
In 2004 kreeg Molycorp een nieuwe mijnlicentie voor een periode van 30 jaar. In 2007 werd op bescheiden schaal de productie herstart van enkele aardmetalen. Een jaar later werden de mijnbouwrechten en activiteiten verkocht aan de privébedrijf Molycorp Minerals. Molycorp Minerals verkocht medio 2010 een deel van de aandelen aan beleggers en de beursintroductie was een feit.

## Herstart productie

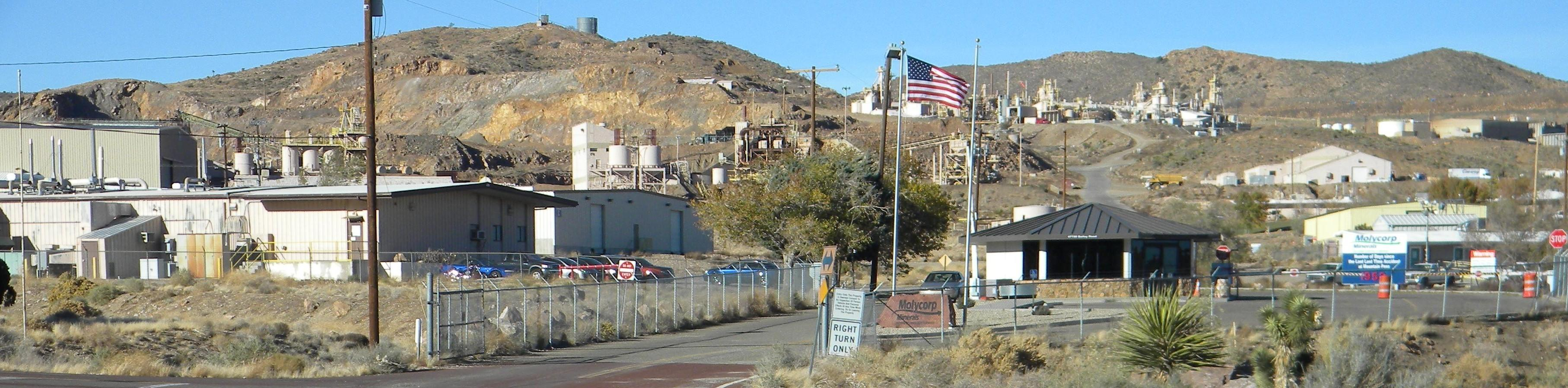
Voorzijde Mountain Pass mijn

De productie in de Mountain Pass mijn, gelegen op circa 90 kilometer ten zuidwesten van Las Vegas, werd destijds niet gesloten vanwege het ontbreken van winbare reserves, maar door milieuproblemen. Volgens Molycorp zijn de bewezen reserves circa 40 miljoen kilogram, gemiddelde gehalte 9,38% in het aanwezige erts, en de waarschijnlijke reserves bijna 1000 miljoen kilogram. De bastnäsiet reserve heeft de volgende samenstelling van zeldzame aardmetalen:
| Zeldzame aardmetaal | Aandeel |
| ------------------- | ------- |
| Cerium              | 48,8%   |
| Lanthanium          | 34,0%   |
| Neodymium           | 11,7%   |
| Praseodymium        | 4,2%    |
| Samarium            | 0,79%   |
| Gadolinium          | 0,21%   |
| Europium            | 0,13%   |
| Dysprosium          | 0,05%   |
| overig              | 0,102%  |

Teneinde de zeldzame aardmetalen te winnen zijn de volgende stappen noodzakelijk:
- opgraven van het erts uit de mijn en transport naar
- machines die het erts verpulveren tot een fijne stof om vervolgens
- in waterbaden gestort te worden. Hier drijft het bastnäsiet, met daarin de zeldzame aarde, aan de oppervlakte en de rest zakt naar de bodem.
- De bastnäsiet wordt afgeroomd en na behandeling met sterke zuren worden de diverse materialen gewonnen.

Deze materialen zijn nog beschikbaar in oxide-vorm en dienen nog verder bewerkt te worden tot een zuiver zeldzaam aardmetaal.
In het 2e kwartaal van 2010 startte Molycorp met de productie van zeldzame aarde uit de nog aanwezige ertsvoorraden. Dit gaf het bedrijf de mogelijkheid ervaring op te doen en de productieprocessen te optimaliseren.
Molycorp heeft een investeringsplan onder de naam Project Phoenix 1 opgesteld om jaarlijks 19.050 ton zeldzame aardmetalen te produceren. De mijnreserves zijn voldoende groot om dit productietempo 30 jaar vol te houden. Het aanpassen van bestaande en de bouw van nieuwe faciliteiten vergden een investering van ruim 500 miljoen dollar. De kostprijs werd getaxeerd op US$ 12 per kilogram over de gehele levensduur van de mijn en faciliteiten. De beursintroductie met aandelenemissie zorgde voor een groot deel van het geld dat voor de investeringen noodzakelijk is.

## Strategische ontwikkelingen na beursintroductie
Het bestuur van Molycorp besloot in januari 2011 de capaciteit met nog eens 20.000 ton per jaar extra te verhogen. Project Phoenix 2 zou de capaciteit brengen op 40.000 ton per eind 2013. Het bestuur verwachtte dat de toen bestaande krapte op de markt voor zeldzame aardmetalen van lange duur was en dat de verkoopprijzen hoog zouden blijven. Om deze extra investering van US$ 250 miljoen te financieren werden in februari 2011 preferente aandelen uitgegeven ter waarde van US$ 173 miljoen. Na drie jaar werden deze preferente aandelen verplicht omgezet in gewone aandelen.
In april 2011 kocht Molycorp een aandelenbelang van 90% in Silmet, een verwerker van zeldzame aarde in Estland. De transactie had een waarde van US$ 89 miljoen, voornamelijk betaald met aandelen Molycorp. De faciliteiten hebben een capaciteit van 3000 ton per jaar en bracht de totale capaciteit van Molycorp op 43.000 ton per eind 2013. De fabriek staat in Sillamäe aan de Finse Golf, dicht tegen de Russische grens op ongeveer 170 kilometer ten zuidoosten van Sint-Petersburg, en er werkten ongeveer 550 mensen. Met deze overname kreeg Molycorp een marktpositie in Europa. Naast zeldzame aardmetalen is Silmet ook een grote producent van niobium en tantalum. Silmet zou op termijn erts uit de Mountain Pass mijn gaan verwerken. De ligging aan de kust maakte de aanvoer met containers mogelijk. Silmet is vanaf 1 april 2011 in de cijfers van Molycorp geconsolideerd en heette toen Molycorp Sillamäe. In Frankrijk staat de enige andere verwerker van zeldzame aarde in Europa.
In maart 2012 werd een aandelentransactie tussen Molycorp en het Chileense bedrijf Molymet afgerond. Molymet, voluit Molibdenos y Metales SA, is een grote producent van molybdeen en renium. In ruil voor US$ 390 miljoen kreeg Molymet 12,5 miljoen aandelen, gelijk aan een belang van 13%, Molycorp in handen.
Op 9 maart 2012 meldde Molycorp dat het Neo Materials in Canada wil overnemen. Neo Materials maakt permanente magneten waarbij zeldzame aardmetalen noodzakelijk zijn. Het bedrijf werd in 1993 opgericht en behaalde in 2011 een winst van US$ 201 miljoen op een omzet van US$ 800 miljoen. De overnamesom was zo'n US$ 1,3 miljard en een deel werd in aandelen Molycorp betaald. De oud aandeelhouders van Neo Materials kregen een aandelenbelang van 14% in Molycorp; het belang van Molymet daalde naar 11%. Met de overname van Neo Materials zette Molycorp een belangrijke stap in de verticale integratie binnen de zeldzame aarde productieketen. De naam van Neo Materials is na de overname veranderd in Molycorp Canada.

## Financiële resultaten
In 2010 realiseerde Molycorp een omzet van US$ 35,2 miljoen, een stijging van bijna 400% ten opzichte van 2009. Het verkoopvolume nam met 45% toe naar bijna 1900 ton. De gemiddelde opbrengst per kilogram was US$ 18,67, ruim driemaal zo hoog als de US$ 5,45/kg in 2009. Deze stijging was het resultaat van nieuwe producten die gemiddeld duurder waren en de algemene prijsstijging van zeldzame aardmetalen door Chinese exportbeperkingen. Vanwege de hoge investeringsuitgaven voor de uitbreiding van de productiecapaciteit leed Molycorp, net als in 2009, een verlies.
In 2011 was de omzet vertienvoudigd tot bijna US$ 400 miljoen. Het verkoopvolume verdubbelde tot 3516 ton. Door de aankopen van nieuwe activiteiten in 2011 was het totale verkoopvolume bijna 7000 ton. De jaarwinst kwam uit op US$ 117,5 miljoen. In 2012 steeg de omzet met 33%, het verkoopvolume lag fors hoger, maar dat werd gedeeltelijk tenietgedaan door lagere prijzen. Het bedrijf moest een grote afboeking doen ter waarde van circa US$ 260 miljoen op de goodwill die het had betaald voor acquisities. Dit drukte het nettoresultaat verder in het rood. Het bedrijf verwachtte medio 2013 de volledige productiecapaciteit van ruim 19.000 ton materiaal per jaar te benutten.
In juni 2015 vroeg Molycorp bescherming aan tegen zijn schuldeisers onder hoofdstuk 11 (Chapter 11) van de Amerikaanse faillissementswet. De onderneming produceerde ver onder de capaciteit en de prijzen voor zeldzame aardmetalen waren sterk gedaald waardoor het bedrijf grote verliezen heeft geleden tussen 2012 en 2015. De schulden waren opgelopen tot US$ 1,7 miljard en Molycorp poogde met de schuldeisers een overeenkomst te sluiten waarmee de schuldenlast werd gereduceerd zodat het bedrijf verder kon gaan. Dit mislukte. 
| Jaar | Omzet (×miljoen) | Nettoresultaat (×miljoen) | Verkoopvolume | Gemiddelde prijs |
| ---- | ---------------- | ------------------------- | ------------- | ---------------- |
| 2009 | $ 7,1            | $ –28,6                   | niet bekend   | $ 5,45 / kg      |
| 2010 | $ 35,2           | $ –50,8                   | 1830 ton      | $ 18,67 / kg     |
| 2011 | $ 396,8          | $ 117,5                   | 3516 ton      | $ 87,00 / kg     |
| 2012 | $ 528,9          | $ –444,7                  | 9223 ton      | $ 57,35 / kg     |
| 2013 | $ 544,4          | $ –374,0                  | 13.118 ton    | $ 42,26 / kg     |
| 2014 | $ 475,6          | $ –604,9                  | 13.019 ton    | niet bekend      |